# Regno di Mide
Il regno di Mide esistette come tale fino almeno all'inizio dell'età storica dell'Irlanda. Il suo nome significa mezzo, che denota come fosse situato proprio al centro dell'isola, che comprendeva le contee di Meath, Westmeath e parti di quelle di Cavan, Dublino, Kildare, Longford, Louth e Offaly.
Secondo la tradizione fu creato attorno al V secolo da Tuathal Teachtmhar. I suoi primi sovrani sarebbero stati gli Uí Enechglaiss, che —insieme agli Uí Failge e agli Uí Bairrche— sarebbero appartenuti agli Érainn/Fir Bolg. Una di queste divisioni razziali, i Fir Domnann, sono elencati dalla mappa dell'Irlanda di Claudio Tolomeo come Domnainn con capitale a Rheba.
Sul finire del 490 furono scacciati dalla loro terra originaria nel Kildare e oltre le montagne di Wicklow dagli Uí Néill, il cui clan, i Cholmáin, ne prese il posto. Gli Uí Enechglaiss si trovavano attorno ad Arklow, la cui dinastia regnante prese in seguito il nome di O'Feary.
Nell'Irlanda medievale, i re di Mide appartenevano al clan dei Cholmáin, una parte degli Uí Néill. Molti di loro furono re supremi d'Irlanda. Dopo il collasso del regno nel XII secolo la sua dinastia, gli Ua Mael Sechlainn o O Melaghlins, furono costretti ad andare a ovest e a insediarsi sulla riva orientale del fiume Shannon.